# نادي أوستند لكرة السلة
نادي أوستند لكرة السلة هو فريق كرة سلة بلجيكي للمحترفين تأسس في 25 مايو 1970 يقع مقره في أوستند. يلعب في الدوري البلجيكي لكرة السلة الدرجة الأولى.

## الإنجازات
- الدوري البلجيكي لكرة السلة الدرجة الأولى: 17

1981، 1982، 1983، 1984، 1985، 1986، 1988، 1995، 2001، 2002، 2006، 2007، 2011–12، 2012–13، 2013–14، 2014–15، 2015–16
- كأس بلجيكا لكرة السلة: 17

1962، 1979، 1981، 1982، 1983، 1985، 1989، 1991، 1997، 1998، 2001، 2008، 2010، 2012–13، 2013–14، 2015، 2016
- كأس السوبر البلجيكية لكرة السلة: 9

1981، 1982، 1988، 1989، 1999، 2000، 2006، 2014، 2015

## أبرز اللاعبين
من أبرز اللاعبين الذين لعبوا معه:
- أندريوس جيدريتيس
- بريسي رايت
- دوايت بويكس
- إدي جيل
- هنري جيمس
- نيك فازيكاس
- كوينتون روس

## وصلات خارجية
- الموقع الرسمي